# Olivia Cole
Olivia Carlena Cole (Memphis, 26 novembre 1942 – San Miguel de Allende, 19 gennaio 2018) è stata un'attrice statunitense.

## Filmografia parziale

### Cinema
- Gli eroi (Heroes), regia di Jeremy Kagan (1977)
- Tornando a casa (Coming Home), regia di Hal Ashby (1978)
- State uniti in America (Some Kind of Hero), regia di Michael Pressman (1982)
- Bel colpo amico (Big Shots), regia di Robert Mandel (1987)
- First Sunday - Non c'è più religione (First Sunday), regia di David E. Talbert (2008)

### Televisione
- Pepper Anderson - Agente speciale (Police Woman) – serie TV, 3 episodi (1975-1976)
- Radici (Roots) – miniserie TV, 3 puntate (1977)
- Szysznyk – serie TV, 15 episodi (1977-1978)
- Backstairs at the White House – serie TV, 4 episodi (1979)
- I figli del divorzio (Children of Divorce) – film TV (1980)
- Addio a Saigon (Fly Away Home) – film TV (1981)
- La padrona di Paradise (Mistress of Paradise) – film TV (1981)
- Report to Murphy – serie TV, 6 episodi (1982)
- Quelle strane voci su Amelia (Something About Amelia) – film TV (1984)
- Nord e Sud (North and South) – miniserie TV, 6 puntate (1985)
- The Women of Brewster Place – serie TV, 2 episodi (1989)
- Brewster Place – serie TV, 11 episodi (1990)
- L.A. Law - Avvocati a Los Angeles (L.A. Law) – serie TV, 3 episodi (1989-1993)
- Arly Hanks – film TV (1993)
- La signora in giallo (Murder, She Wrote) – serie TV, episodi 1x12-8x06-12x04 (1985-1995)

## Premi
- Primetime Emmy Awards
  - 1977: "Outstanding Single Performance by a Supporting Actress in a Comedy or Drama Series"